# Peter Jason

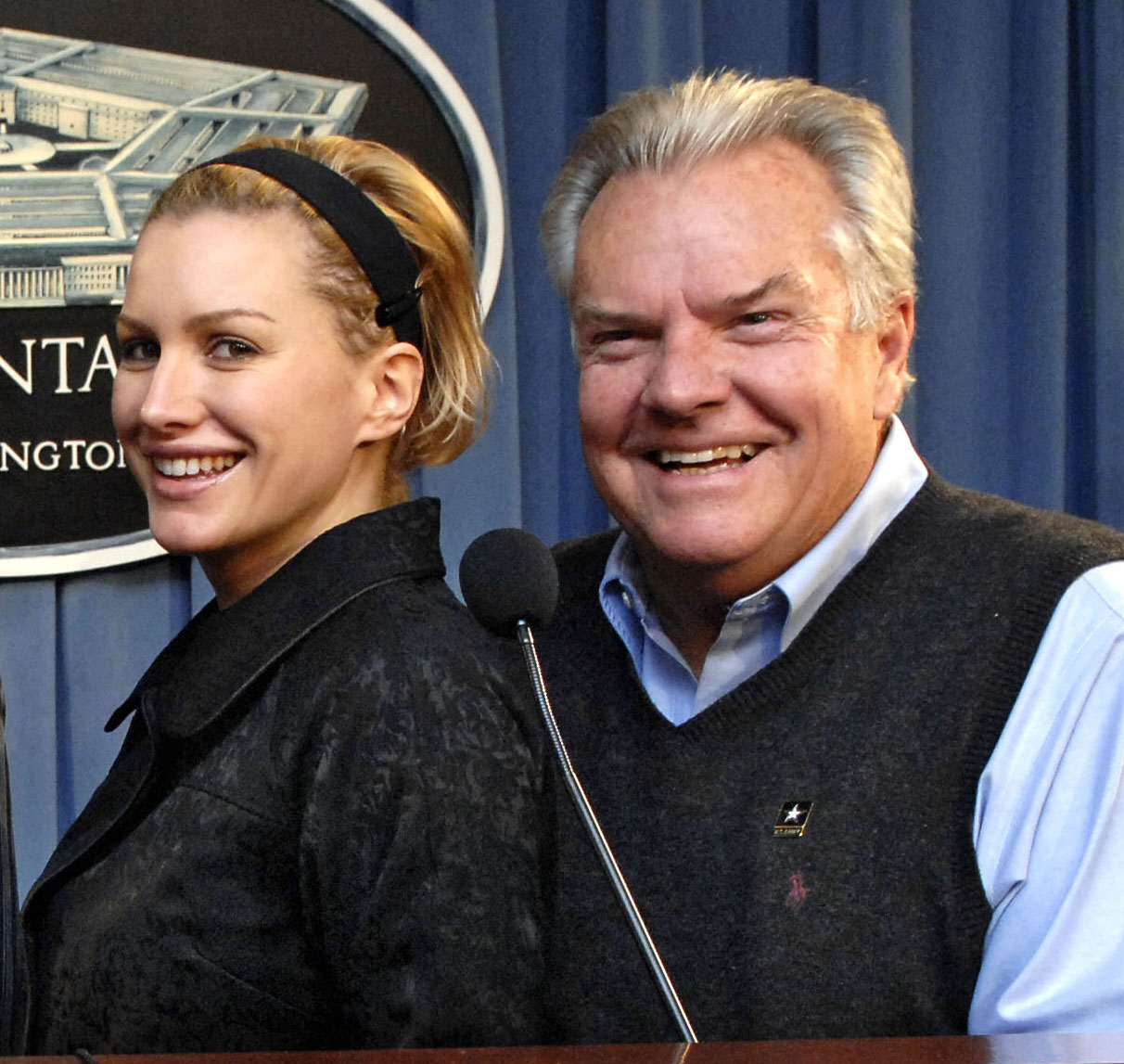
Peter Jason mit Alice Evans 2006

Peter Jason (* 22. Juli 1944 in Hollywood, Kalifornien; † 20. Februar 2025 in West Hollywood) war ein US-amerikanischer Schauspieler.

## Karriere
Jason stand von den 1960er-Jahren bis zu seinem Tod regelmäßig für Filme und Fernsehserien vor der Kamera. Obgleich er meist nur in Nebenrollen zu sehen ist, erarbeitete er sich einen Ruf als profilierter Charakterdarsteller. Sein filmisches Schaffen umfasst mehr als 265 Film- und Fernsehproduktionen.
Sein Kinodebüt gab er 1970 in der Rolle eines Leutnants im Western Rio Lobo von Howard Hawks. Im Laufe seiner Karriere spielte er als Nebendarsteller in insgesamt sechs Kinofilmen unter der Regie von John Carpenter. Unter diesen sind Die Fürsten der Dunkelheit, Sie leben! und Die Mächte des Wahnsinns, in letzterem lieferte er nur einen kurzen Cameo-Auftritt ab. Ebenfalls wirkte Jason an acht Filmen des Regisseurs Walter Hill mit, etwa in der Rolle eines Cowboys in dessen Klassiker Nur 48 Stunden. 1990 hatte er eine substanzielle Nebenrolle in dem erfolgreichen Horrorfilm Arachnophobia.
Im amerikanischen Fernsehen übernahm Jason seit der zweiten Hälfte der 1960er-Jahre Gastrollen in populären Serien wie Hawaii Fünf-Null, Hart aber herzlich, Golden Girls, Mord ist ihr Hobby, Eine schrecklich nette Familie, Desperate Housewives, Mad Men und Navy CIS. Eine seiner bekanntesten Fernsehrollen hatte er zwischen 2004 und 2006 als Con Stapleton in der Serie Deadwood. 
Mit seiner Stimme wirkte Jason an einigen Zeichentrickserien mit und sprach Rollen in bekannten Computerspielen wie Fallout 2.
Zum Zeitpunkt von Jasons Tod im Februar 2025 befanden sich noch mehrere Filmproduktionen von ihm in der Postproduktion. John Carpenter würdigte den Verstorbenen als „einen der großen Charakterdarsteller des Kinos“, den er „sehr vermissen“ werde.

## Filmografie (Auswahl)

### Kino
- 1970: Rio Lobo
- 1978: Driver (The Driver)
- 1980: Der Abstauber (The Baltimore Bullet)
- 1980: Long Riders (The Long Riders)
- 1981: Cheech & Chongs heiße Träume (Cheech and Chong's Nice Dreams)
- 1981: Meine liebe Rabenmutter (Mommie Dearest)
- 1982: Butterfly – Der blonde Schmetterling (Butterfly)
- 1982: Ein besonderer Held (Some Kind of Hero)
- 1982: Nur 48 Stunden (48 Hrs.)
- 1983: Starflight One – Irrflug ins Weltall (Starflight: The Plane That Couldn't Land)
- 1984: Angel
- 1984: Dreamscape – Höllische Träume (Dreamscape)
- 1984: Impulse – Stadt der Gewalt (Impulse)
- 1984: Karate Kid (The Karate Kid)
- 1984: Oxford Blues
- 1984: Straßen in Flammen (Streets of Fire)
- 1985: Zum Teufel mit den Kohlen (Brewster's Millions)
- 1986: Heartbreak Ridge
- 1987: Die Fürsten der Dunkelheit (Prince of Darkness)
- 1988: Sunset – Dämmerung in Hollywood (Sunset)
- 1988: Red Heat
- 1988: Spacecop L.A. 1991 (Alien Nation)
- 1988: Sie leben (They Live)
- 1989: Johnny Handsome – Der schöne Johnny (Johnny Handsome)
- 1990: Jagd auf Roter Oktober (The Hunt for Red October)
- 1990: Arachnophobia
- 1990: Zum Töten freigegeben (Marked for Death)
- 1994: Die Mächte des Wahnsinns (In the Mouth of Madness)
- 1995: Das Dorf der Verdammten (Village of the Damned)
- 1995: Congo
- 1995: Mortal Kombat
- 1995: Wild Bill
- 1996: Flucht aus L.A. (Escape from L.A.)
- 1996: Glimmer Man (The Glimmer Man)
- 1997: Dante’s Peak
- 2000: Kelly sucht das Weite (Finding Kelly)
- 2002: Hard Cash – Die Killer vom FBI (Hard Cash)
- 2002: Der Duft des Wahnsinns (The Rose Technique)
- 2002: Undisputed – Sieg ohne Ruhm (Undisputed)
- 2002: Adaption – Der Orchideen-Dieb (Adaptation.)
- 2003: Detonator – Spiel gegen die Zeit (Detonator)
- 2003: Seabiscuit – Mit dem Willen zum Erfolg (Seabiscuit)
- 2004: You’re Fired! (Employee of the Month)
- 2004: Wie überleben wir Weihnachten? (Surviving Christmas)
- 2005: Fußballfieber – Elfmeter für Daddy (Kicking & Screaming)
- 2006: Dr. Jekyll and Mr. Hyde – Die Legende ist zurück (The Strange Case of Dr. Jekyll and Mr. Hyde)
- 2007: Moving McAllister
- 2008: Slave Story – The Revenge (The Man Who Came Back)
- 2008: Milk
- 2009: Falling Up – Liebe öffnet Türen (Falling Up)
- 2013: Robosapiens (Robosapien: Rebooted)
- 2014: Cesar Chavez
- 2016: Hail, Caesar!
- 2018: Jurassic World: Das gefallene Königreich (Jurassic World: Fallen Kingdom)
- 2018: The Other Side of the Wind [in den frühen 1970ern gedreht]
- 2022: Combat Radio: A Christmas Carol

### Fernsehen
- 1967: A Bell for Adano (Fernsehfilm)
- 1968: FBI (The F.B.I., Folge 3x18)
- 1968: Der Marshall von Cimarron (Cimarron Strip, 2 Folgen)
- 1969: Daniel Boone (Folge 5x18)
- 1970: Planet der Giganten (Land of the Giants, Folge 2x18)
- 1970–1973: Rauchende Colts (Gunsmoke, 3 Folgen)
- 1971: Hawaii Fünf-Null (Hawaii Five-O, Folge 3x17 Wer tötete deinen Bruder?)
- 1978: One Day at a Time (2 Folgen)
- 1978: Abenteuer in Atlantis (The Return of Captain Nemo)
- 1979: Starsky & Hutch (2 Folgen)
- 1979: Die Weiche steht auf Tod (Disaster on the Coastliner)
- 1980: Der unglaubliche Hulk (The Incredible Hulk, Folge 3x23 Der Feuerteufel)
- 1980: Ein Engel auf meiner Schulter (Angel on My Shoulder)
- 1980/1982: Hart aber herzlich (Hart to Hart, 2 Folgen)
- 1981: Träume zerrinnen wie Sand (Splendor in the Grass)
- 1982: Die Blauen und die Grauen (The Blue and the Gray, Miniserie)
- 1982: Cagney & Lacey (Folge 2x10)
- 1983: Seven Brides for Seven Brothers (Folge 1x19)
- 1983: Starflight One – Irrflug ins Weltall (Starflight: The Plane That Couldn’t Land)
- 1984/1986: Remington Steele (2 Folgen)
- 1985: Es lohnt zu leben (A Reason to Live, Fernsehfilm)
- 1985: Mode, Models und Intrigen (Cover Up, Folge 1x15)
- 1985: Trio mit vier Fäusten (Riptide, Folge 2x22)
- 1985: Zum Teufel mit den Kohlen (Brewster’s Millions)
- 1985: Kommando Nr. 5 (Command 5, Fernsehfilm)
- 1985: Unglaubliche Geschichten (Amazing Stories, Folge 1x05)
- 1986: Golden Girls (The Golden Girls, Folge 2x02 Die Damen der Nacht)
- 1987: Agentin mit Herz (Scarecrow and Mrs. King, Folge 4x17)
- 1987: Eine Frau besiegt die Angst (The Betty Ford Story, Fernsehfilm)
- 1987: Beverly Hills Boys Club (Billionaire Boys Club, Miniserie)
- 1989: Schattenreich des Todes (From the Dead of Night, Fernsehfilm)
- 1990: Unter der Sonne Kaliforniens (Knots Landing, Folge 11x25)
- 1991: Zurück in die Vergangenheit (Quantum Leap, Folge 4x02)
- 1991: Ein Grieche erobert Chicago (Perfect Strangers, Folge 7x05 Larrys guter Geist)
- 1993: Roseanne (Folge 5x20 Dick aufgetragen)
- 1993: Eine schrecklich nette Familie (Married... with Children, Folge 7x23 Wenn ich mich zur Ruhe setze)
- 1993: Body Bags (Fernsehfilm)
- 1994: Dr. Quinn – Ärztin aus Leidenschaft (Dr. Quinn, Medicine Woman, Folge 2x12)
- 1994: Mit Herz und Scherz (Coach, Folge 6x15)
- 1995: Mord ist ihr Hobby (Murder, She Wrote, Folge 12x06 Es spukt auf Schloss Bellyknock)
- 1996: Kung Fu – Im Zeichen des Drachen (Kung Fu: The Legend Continues, Folge 4x14)
- 1997: Pinky und der Brain (Pinky and the Brain, Folge 2x12, Sprechrolle)
- 1997: Murder One (Folge 2x15)
- 1997–1998: Mike Hammer, Private Eye (26 Folgen)
- 1998–1999: Nash Bridges (3 Folgen)
- 1999: Batman of the Future (Batman Beyond, 2 Folgen, Sprechrolle)
- 2000: Blutiges Erwachen (Murder in the Mirror, Fernsehfilm)
- 2000/2001: Titus (2 Folgen)
- 2001: JAG – Im Auftrag der Ehre (JAG, Folge 6x13 Wunder)
- 2001: Providence (Folge 4x06)
- 2002: Esmeralda – Meine Jugend in New York (Almost a Woman, Fernsehfilm)
- 2002: Live aus Bagdad (Live from Baghdad, Fernsehfilm)
- 2003: Jackie Chan Adventures (Folge 4x03, Sprechrolle)
- 2004: (K)Ein fast perfekter Mord (The Perfect Husband: The Laci Peterson Story, Fernsehfilm)
- 2004–2006: Deadwood (26 Folgen)
- 2004–2013: Arrested Development (4 Folgen)
- 2005: Alien Apocalypse (Fernsehfilm)
- 2005: Black Beauty: Die Legende lebt weiter (American Black Beauty, Fernsehfilm)
- 2006/2007: Desperate Housewives (2 Folgen)
- 2007: John from Cincinnati (Folge 1x10)
- 2008: Mad Men (Folge 2x06 Jackie oder Marylin)
- 2009: Castle (Folge 1x05 Gefrorenes Blut)
- 2009: Raising the Bar (Folge 2x08)
- 2009/2018: Navy CIS (Navy NCIS, 2 Folgen)
- 2010: Cold Case – Kein Opfer ist je vergessen (Cold Case, Folge 7x19 Rachefeldzug – Teil 2)
- 2010: Justified (Folge 1x06 Die Sammlung)
- 2012: CSI: Vegas (CSI: Crime Scene Investigation, Folge 12x18)
- 2013: 1600 Penn (3 Folgen)
- 2014: Scorpion (Folge 1x10 Glücksbringer)
- 2016: Longmire (Folge 5x04)
- 2017–2019: Baskets (5 Folgen)
- 2019: Deadwood – Der Film (Deadwood: The Movie, Fernsehfilm)

### Computerspiele
- 1997: Wing Commander: Prophecy
- 1998: Fallout 2